# Karl-Gerät
600-мм самохідна мортира «Karl-Gerät» (040/041) — німецька 600-мм важка самохідна мортира періоду Другої світової війни. Одна з найпотужніших САУ свого періоду. Всього було побудовано 7 одиниць. Використовувалися при штурмі фортець і сильно укріплених позицій противника.

## Історія створення
Історія самохідної мортири «Карл» почалася в 1935 році з розробки фірмою Рейнметалл-Борзиг нарізного міномета калібру 600 мм, який міг випускати снаряди вагою до 4 тонн на відстань трохи більше 1000 м. Проектування велося під керівництвом генерала від артилерії Карла Беккера, тому машина, що мала заводський індекс Gerät 040 (виріб 040), отримала напівофіційне ім'я «Карл». Дослідний зразок мортири виготовили в 1937 році. Значна мортира, що важила близько 55 тонн, закидала двотонні гранати на відстань до 3000 м. Така вражаюча гармата мала тільки один істотний недолік — громіздкість, тому в тому ж році почалися роботи по створенню для нього самохідного лафета. Коли лафет був розроблений, загальна вага артсистеми досягла 97 т. Після отримання конструкторами завдання забронювати лафет, маса установки піднялася вже до 126 т. Також модернізували ствол гармати, довівши його довжину до 5108 мм і піднявши тим самим далекобійність до 4000 м. Прототип з восьмікотковим гусеничним шасі був успішно випробуваний в травні 1940 року. Потім з листопада 1940 по серпень 1941 будувалася невелика партія установок.
Всього фірмою Рейнметалл-Борзиг було виготовлено 6 самохідних мортир. Оскільки установки були одиничними виробами, кожна з них отримала власне ім'я. Шести артилерійським системам були дані наступні імена:
- I — «Адам» (нім. Adam), пізніше перейменована на «Бальдр» (нім. Baldur);
- II — «Єва» (нім. Eva), пізніше перейменована на «Вотан» (нім. Wotan);
- III — «Одін» (нім. Odin);
- IV — «Тор» (нім. Thor);
- V — «Локі» (нім. Loki);
- VI — «Ціу» (нім. Ziu);
- VII — «Фенрір» (нім. Fenrir), прототип; не брав участі в боях.

У листопаді 1940 року перша мортира, «Адам», була передана у війська. До середини квітня 1941 року було здано 3 установки — «Єва», «Тор» і «Один», а до кінця серпня ще дві мортири — «Локі» і «Ціу».
Існувала також сьома установка, названа ім'ям «Фенрир», однак вона використовувалася в основному для випробувань і не застосовувалася в боях. Можливо, під цим ім'ям мається на увазі установка-прототип, побудована в травні 1940 року.

## Опис конструкції

### Ходова частина
Унікальною особливістю цієї мортири була наявність у неї гусеничної частини, за допомогою якої вона могла самостійно пересуватися на короткі відстані зі швидкістю до 10 км/год. Конструктивно ходова частина мала вигляд гусеничної машини зі зварним броньовим корпусом, посиленим ребрами жорсткості. У носовій частині корпусу був встановлений 12-циліндровий рядний дизельний двигун рідинного охолодження Daimler-Benz 507 потужністю 750 к. с., та гідромеханічна трансмісія з трьома гідротрансформаторами, що включаються по черзі. Двоступеневий планетарний механізм повороту обладнаний пневматичним сервоприводом.
Безпосередньо ходова частина серійних машин дещо відрізнялася від ходової частини прототипу і стосовно одного борту складалася з одинадцяти опорних котків малого діаметра з індивідуальною торсіонної підвіскою, п'яти підтримувальних роликів, лінивця заднього розташування і переднього ведучого колеса. Ширина гусеничної стрічки цевочного зачеплення становила 500 мм, площа опори — 7 квадратних метрів. Калібр і марка гармати 600-мм (040), 540-мм (041)
Для забезпечення необхідної стійкості при стрільбі машина перед пострілом опускалася днищем на ґрунт. Для цього торсіонна підвіска опорних ковзанок гусеничної ходової частини була пов'язана з розташованим в кормі механізмом опускання машини на ґрунт. Редуктор з приводом від двигуна із допомогою системи важеля повертав на певний кут протилежні балансиром кінці торсіонів. Переведення машини з похідного положення в бойове (з опусканням машини на землю) тривало 10 хвилин.

### Артилерійська частина

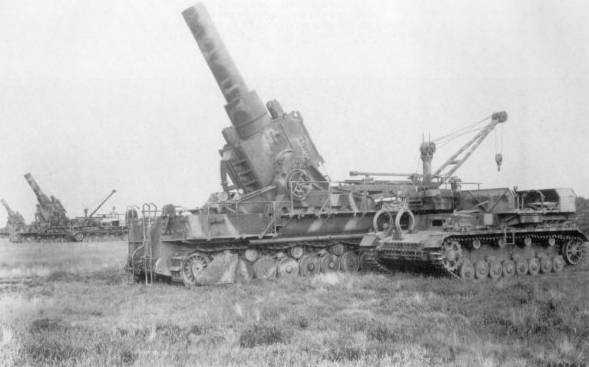
Самохідні мортири «Карл» на вогневій позиції. Установки озброєні мортирами калібром 540 мм

Артилерійська частина машини мала вигляд 600-мм нарізної мортири, встановленої у верстаті в середині корпусу. Ствол мортири — моноблок. Замок клиновой горизонтальний, з циліндро-призматичним клином. За допомогою підйомних механізмів забезпечувалося досягнення максимального кута піднесення ствола +70 °, кут горизонтального наведення становив 4 °. Механізми наведення приводилися в дію вручну. Для погашення сильної віддачі мортири була розроблена двоступенева система відкату — при пострілі відбувався відкат не тільки ствола в колисці, але і всього верстата в корпусі машини.
Для стрільби були розроблені легкий і важкий бетонобійні снаряди з вагою 1700 кг (в тому числі 280 кг вибухових речовин) і 2170 кг (з яких 348 кг вибухових речовин), а також фугасний (Sprenggranate) масою 1250 кг (з яких 460 кг вибухових речовин).
Бетонобійний снаряд вагою 2170 кг вистрілювався з початковою швидкістю 220 м / с і пробивав бетонну стіну товщиною від 3 до 3,5 м або сталеву плиту товщиною 450 мм. Початкова швидкість фугасного снаряда становила 283 м / с, стрільба ним велася на дальність до 6700 метрів. Максимальний час польоту снарядів становив 49 секунд.
Скорострільність гармати становила 1 постріл в 10 хвилин.
Боєкомплект системи становив 8 пострілів роздільно-гільзового заряджання (заряд постійний) і перевозився на транспортерах боєприпасів, спеціально сконструйованих на базі танка PzKpfw IV. Кожен транспортер мав 2,5-тонний кран, який піднімав снаряди і вкладав їх на лоток мортири. На лотку поміщалося 3 снаряда.
У 1943 році принаймні дві мортири («Локі» і «Тор») після вироблення гарантійного ресурсу отримали взаємозамінні 540-мм стволи довжиною 11,5 калібру. Після модернізації установки стали позначатися «Gerät 041». Снаряди цих мортир масою 1580 кг (бетонобійний) і 1250 кг (фугасний) вистрілювали на дальність до 10 400 м. В іншому характеристики установки залишилися без змін. Наявна фотографія (праворуч), на якій відображені переозброєння 540-мм стволами мортири, дозволяє припускати, що такими стволами було переозброїти принаймні три мортири (тобто, «Локі», «Тор» і якась третя).

### Транспортування

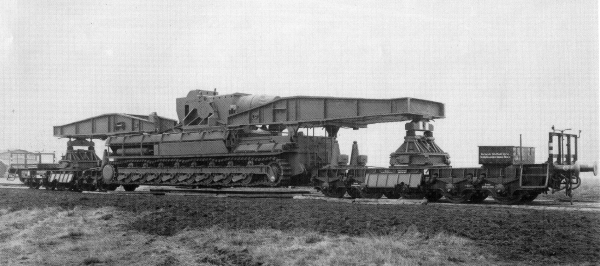
Транспортування самохідної мортири «Карл» по залізниці.

Використовуючи самохідний лафет, мортира могла самостійно маневрувати зі швидкістю до 10 км/год, однак запас ходу установки був досить обмежений. При перевезенні залізницею установка підвішувалася між двома спеціально обладнаними п'ятиосними платформами. По шосе машина перевозилася в розібраному вигляді на трейлерах. З цією метою установка розбиралася на чотири частини:
- Візок ствола вагою 42 т;
- Верхній лафет вагою 41,8 т;
- Міст і ходова частина вагою 21,6 т;
- Самохідний лафет вагою 82,3 т.

При цьому самохідний лафет встановлювався на шестивісний трейлер, а для перевезення інших частин використовувалися три чотиривісних платформи.

## Служба та бойове застосування

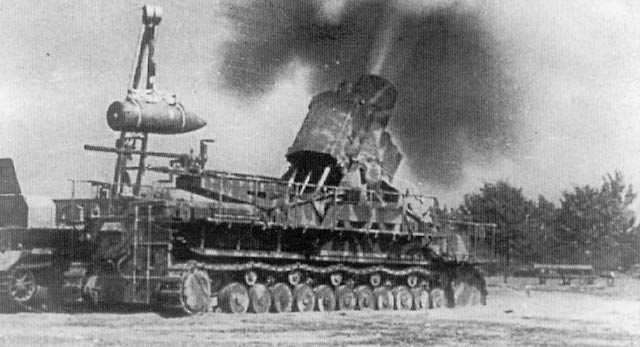
Самохідна мортира «Карл» (установка «Ціу») веде вогонь по повсталій Варшаві, серпень 1944

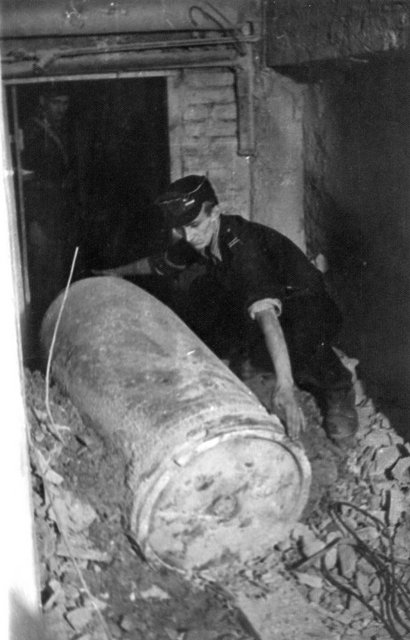
Бетонобійний снаряд «Карла»

Самохідні мортири «Карл» перебували на озброєнні 628-го і вісімсот тридцять третього дивізіонів артилерії особливої потужності вермахту (по три гармати в кожному дивізіоні; пізніше одна мортира була передана з 628-го в 833-AdRiver, в якому сформували дві батареї по дві мортири). Тактично гармати цього типу призначалися для руйнування сильно укріплених фортифікаційних споруд, зокрема, фортів французької лінії Мажино. Однак через швидкоплинність Французької кампанії машини так і не були застосовані для її штурму — до закінчення кампанії був готовий тільки прототип машини, та й штурмувати лінію Мажино в кінцевому результаті не знадобилося.
Першу батарею вісімсот тридцять третього дивізіону («Адам», «Єва» і 60 снарядів) доставили в розташування 17-ї армії (група армій «Південь»), а другу батарею («Тор» і «Один» і 36 снарядів) перевезли в Тереспіль і надали групі армій «Центр». Батарея повинна була брати участь у штурмі Берестейської фортеці.
У бойових умовах мортири були вперше застосовані 22 червня 1941 — «Один» і «Тор» у складі батареї вісімсот тридцять третього дивізіону неодноразово обстрілювали Брестську фортецю. При цьому в перший день застосування, після кількох пострілів в обох установках сталося заклинювання снарядів і було потрібно час на усунення цього.
Першу батарею, якій належало діяти у складі 4-го корпусу 17-ї армії, доставили залізницею до Перемишля. Рухаючись вже своїм ходом до вогневих позицій, одна з самохідних гармат — «Єва» — зазнала аварії (зламалася гусениця) і в боях участі не брала. Мортира «Адам» випустила лише 4 снаряди проти радянських фортифікаційних укріплень, так званої «Лінії Молотова», супроводжуючи своїм вогнем атаку 295-ї піхотної дивізії. До речі, охорону позицій «Карлів» доручили роті зі складу цієї ж дивізії.
У рапорті від 23 червня 1941 командування корпусу відзначило відсутність необхідності в подальшому використовувати батарею «Карлів», звернувши увагу на технічні труднощі використання цих самохідних мортир. У підсумку, першу батарею відправили назад до Німеччини.
Більш докладні відомості виявлені по частині бойового застосування другої батареї 833-го дивізіону, приданого 12-му піхотному корпусу 2-ї танкової групи. Вогневі позиції батареї перебували під Тересполем біля кордону з Білоруссю на річці Західний Буг (з іншого боку річки знаходиться місто Берестя (Брест).
Про підготовку батареї до бойових дій відомо з рапорту, датованого 2 травня 1941 року. Рапорт описує розгортання батареї для обстрілу цитаделі Брестської фортеці:
| Можливі місця вивантаження, маршрути руху, вогневі позиції, цілі і спостережувані пункти розвідані до 1 травня: - Місця вивантаження: дві гармати розвантажуються краном на залізничній станції Тересполь і збираються безпосередньо на колії. Місце збору слід приховати від спостерігачів з вишок. Всі роботи з розвантаження і складання необхідно виконати за одну ніч. - Всі інші елементи розвантажуються на станції в 40 км на захід Тересполя, де є капітально збудовані платформи. Перший склад з мортирами прийшов на станцію вивантаження ввечері 18 червня. Перша ж мортира була зібрана в ніч з 19 на 20 червня 1941. Друга мортира було вивантажено в ніч з 20 на 21 червня. Обидві мортири зайняли позиції південніше Тересполя. 22 червня Гармата № III «Тор» випустила 3 снаряди. Труднощі виникли при підготовці до 4-го пострілу, постріл виробити не вдалося. Мортира «Один» випустила 4 снаряди, п'ятий постріл зробити не вдалося через дефект снаряда. Розрядити обидві гармати з заклиненими в казенниках снарядами вдалося до вечора 22 червня. 23 червня «Один» випустив 7 снарядів, «Тор» не стріляв, з причини поломки. Вранці 24 червня «Тор» здійснив 11 пострілів, «Один» — 6 пострілів. Всього витрачений 31 снаряд. Залишилося 5 снарядів, три з яких не можуть бути використані для стрільби. |

У щоденнику начальника німецького Генштабу Гальдера за 24 червня 1941 значиться видача вказівок генералу артилерії Бранду з'ясувати ефективність вогню установок «Карл» по району Бреста. 28 червня звіт генерала Бранда був оприлюднений, дія артилерійських систем «Карл» було визнано досить ефективною.
Після взяття Берестейської фортеці вдалося встановити, що бетонні бункери прямих влучень взагалі не отримали. Розмір воронок у ґрунті в радіусі 15 метрів, в глибину 5 метрів. Два снаряди не розірвалися. При вибуху хмара диму і пилу піднімалося на висоту 170 метрів.
Звіт про використання мортир «Карл» був поданий особисто Адольфу Гітлеру.
6 серпня 1941 вісімсот тридцять третій дивізіон переозброєний на 8 буксируваних 210-мм мортир і відправлений на Східний фронт. Мортири «Карл» використовувалися в Криму при облозі Севастополя, разом із надважкою залізничною артилерійською гарматою «Дора».
Одну мортиру (швидше за все «Адам») після ремонту відправили в Тересполь для показу Беніто Муссоліні, що перебував у той час на Східному фронті.
У серпні 1944 року установка «Ціу» обстрілювала Варшаву під час придушення Варшавського повстання.
У 1945 році мортири під іменами «Єва» і «Локі» були захоплені армією США. Крім того, до рук американців потрапила і дослідна установка «Фенрир». Установка «Ціу» стала трофеєм Червоної армії, що захопила її 20 квітня 1945 року в районі містечка Ютербог. Інші три установки були, ймовірно, знищені самими німцями.

## Збережені екземпляри
На 2012 рік достеменно відомо про збереження однієї установки типу «Карл». Це установка № VI «Ziu», захоплена частинами РСЧА . Нині вона експонується в музеї бронетанкового озброєння і техніки в Кубинці (Московська область). Правда, за не цілком зрозумілих причин установка несе на своїй артилерійської частини ім'я «Адам», що породило поширену помилку про те, що Червона армія захопила саме установку «Адам», а не «Ціу» . Установка знаходиться в критому ангарі № 6.

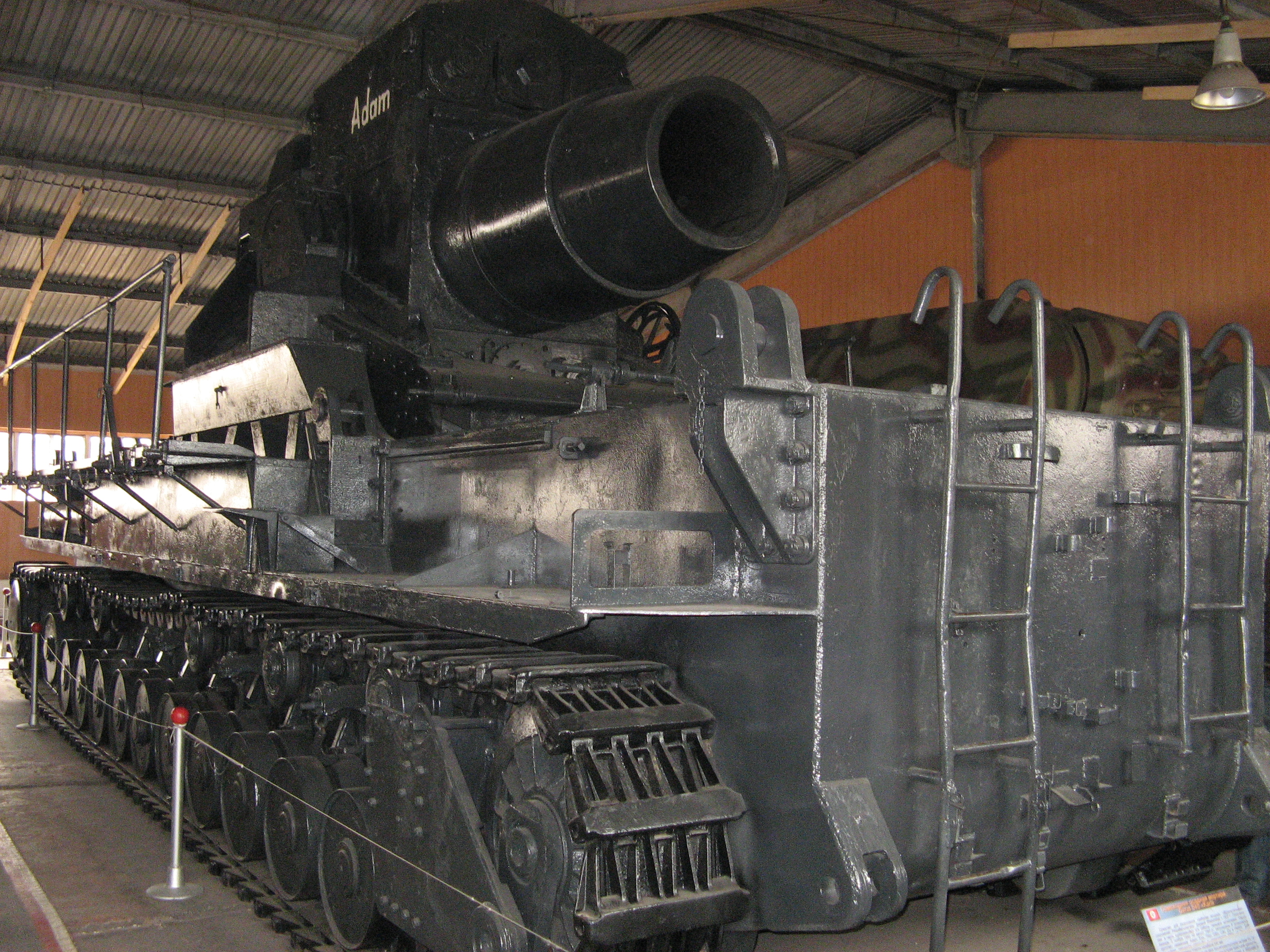
Вигляд спереду
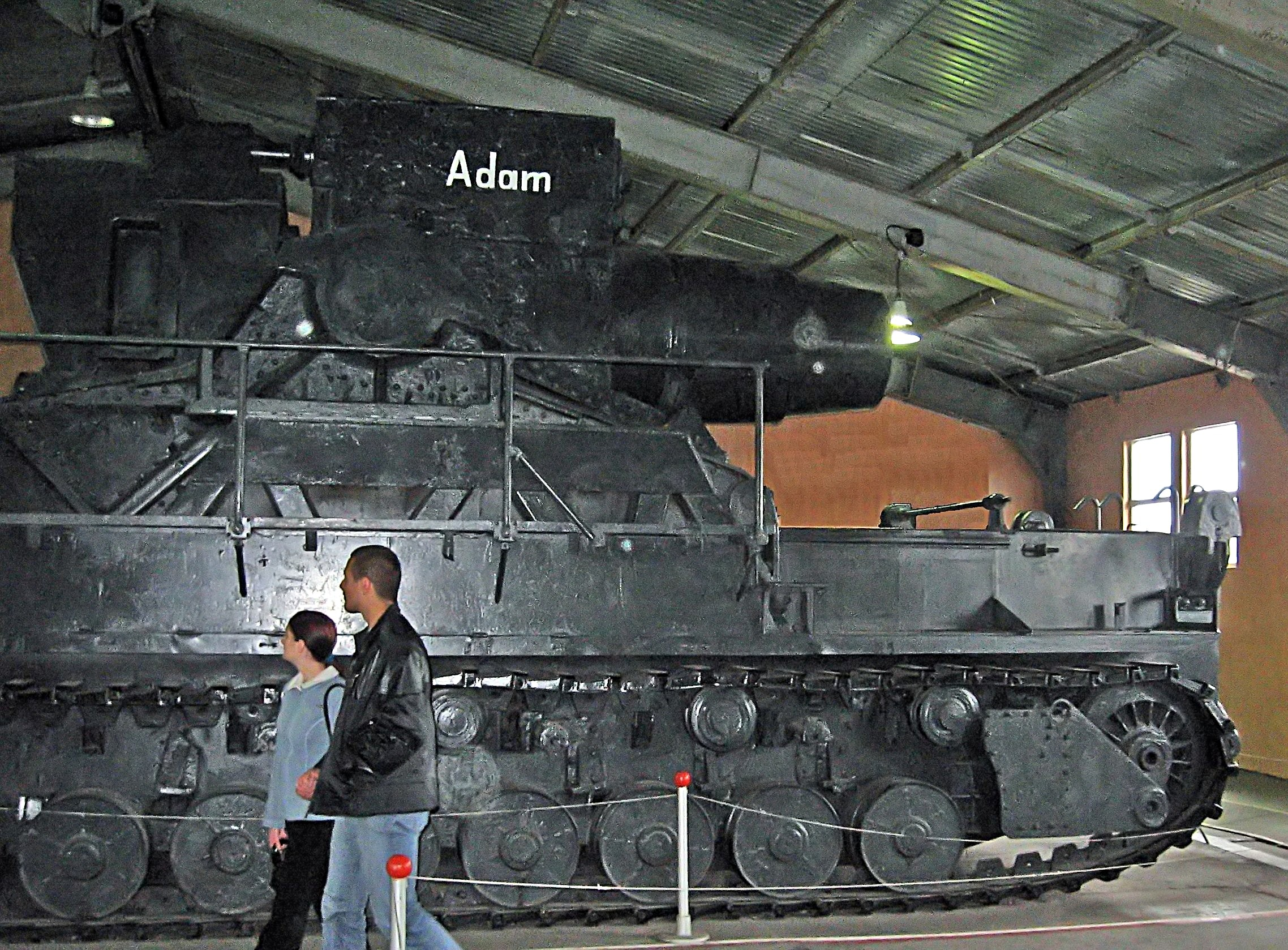
Вид з правого борту